# Struttura terziaria

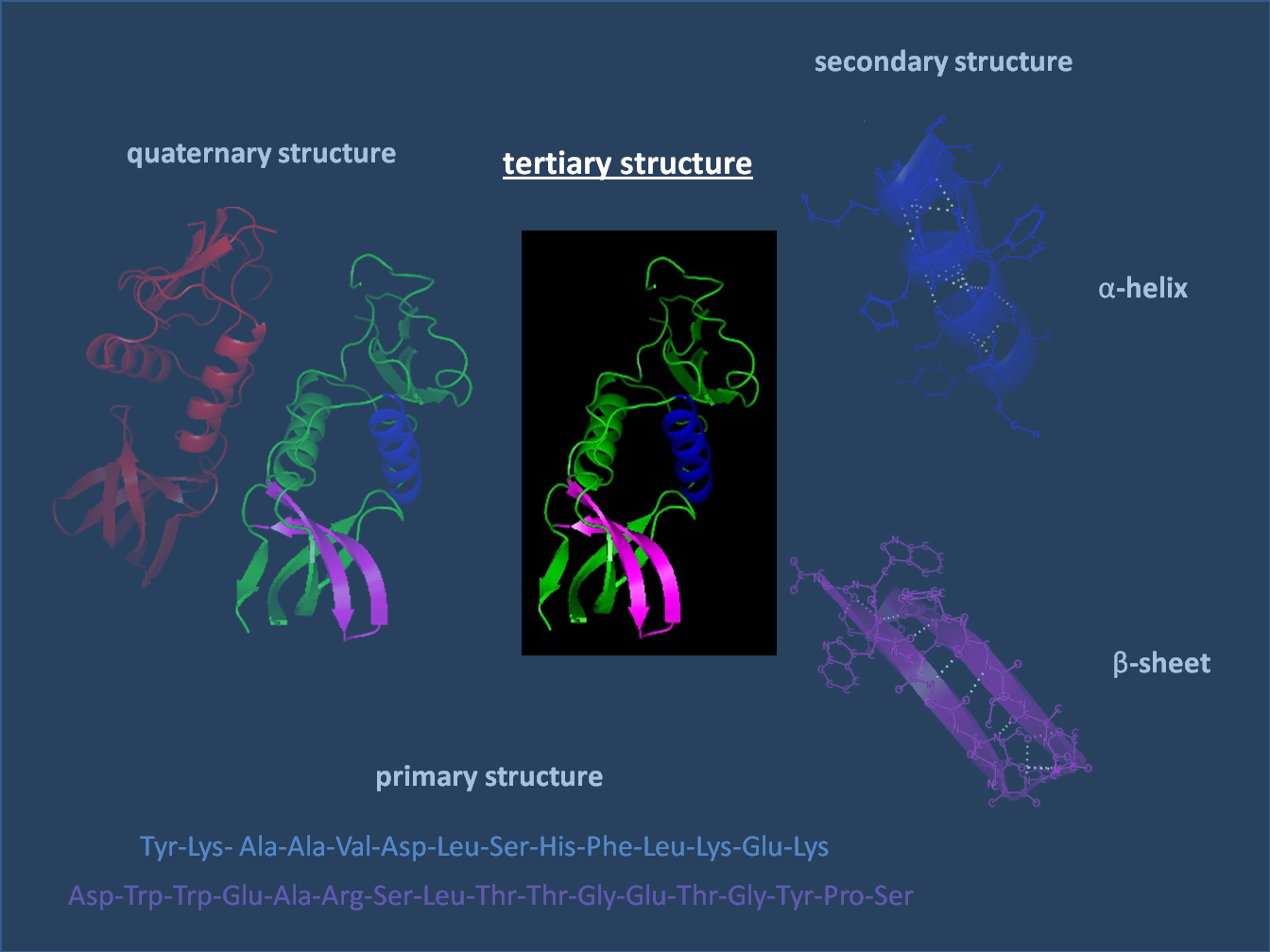
Struttura terziaria della proteina 1EFN

In biochimica la struttura terziaria di una proteina costituita da una singola catena è la sua disposizione nello spazio tridimensionale.

## Relazioni tra struttura primaria e terziaria
La struttura terziaria di una proteina è l'organizzazione tridimensionale che una proteina assume in dipendenza della sua specifica struttura primaria. Il collegamento tra struttura primaria e struttura terziaria (in un dato ambiente) è stato dimostrato in laboratorio dall'esperimento di Anfinsen.
In condizioni fisiologiche la struttura tridimensionale che si ottiene è detta nativa e ad essa è associata una funzione biologica. Le interazioni tra i residui di amminoacidi, determinanti per ottenere il processo di avvolgimento (ripiegamento proteico), sono dette a lunga distanza perché avvengono generalmente tra residui situati molto lontani nella struttura primaria. Le principali interazioni chimiche che possono contribuire al mantenimento della struttura terziaria (così come della struttura secondaria) sono il legame ad idrogeno, le interazioni ioniche, le interazioni dipolo-dipolo. In alcune proteine sono presenti anche dei ponti disolfuro determinati dalla reazione di ossidazione a carico di due residui laterali di cisteina che, pervenendo nel processo di ripiegamento proteico nelle corrette condizioni spaziali per instaurare un legame tipo S-S, generano un residuo di cistina.
L'esigenza di essere strutturalmente flessibile, che è alla base della funzione di ogni proteina, favorisce la formazione di legami deboli come le forze di van der Waals, i legami ad idrogeno, ecc. purché presenti in grandi quantità in modo che, anche se il loro contributo energetico è piccolo (spesso meno di una kcal/mole di legami), possono individualmente essere facilmente rotti. Il loro grande numero favorisce una coesione statistica che mantiene compatta, ma flessibile, l'organizzazione strutturale della proteina.
Il fatto che la struttura primaria, ossia la sequenza di amminoacidi che compone la proteina, è largamente responsabile della sua struttura terziaria permette, basandosi solo sulle proprietà codificate nella sequenza di amminoacidi, di ottenere delle "previsioni di struttura terziaria" utilizzando algoritmi matematici codificati in specifici software. L'ambiente in cui una proteina si ripiega, influenza la determinazione della struttura terziaria, perché gli amminoacidi della struttura primaria si organizzeranno tridimensionalmente sia per ottimizzare le interazioni con il solvente, sia per ottimizzare le interazioni tra le loro parti apolari.

## Tipi di struttura terziaria
Nelle proteine globulari, gli amminoacidi idrofobici tendono a localizzarsi all'interno della struttura, mentre quelli idrofili si espongono verso l'esterno, facilitando il legame con l'acqua e rendendo quindi più efficace la soluzione. Nelle proteine che vengono secrete dalla cellula senza dimorare per molto tempo nel citoplasma, si creano dei legami molto forti tra due residui di cisteina (ponti disolfuro) che determinano strutture terziarie molto stabili.
Alcuni tipi di struttura terziaria sono comuni a un grande numero di proteine che non sono né funzionalmente né evolutivamente correlate fra loro. Una di queste forme che si ripete è
denominata TIM barrel (TIM = acronimo dell'enzima triosofosfatoisomerasi).
Non tutte le proteine presentano tipi ordinati e stabili di struttura terziaria, in particolare le catene non troppo lunghe o alcune regioni di collegamento di proteine multidominio.

## Determinazione della struttura terziaria
Generalmente per determinare la struttura terziaria si utilizza il metodo della diffrazione oppure ci si affida a tecniche più recenti come la spettroscopia di risonanza magnetica nucleare, detta anche NMR.